# Ágnes Kovács
Ágnes Kovács (n. 13 iulie 1981, Budapesta, Republica Populară Ungară) este o înotătoare maghiară, medaliată olimpică. A participat la 3 ediții ale Jocurilor Olimpice (1996, 2000, 2004) în care a câștigat o medalie de aur și o medalie de bronz.